# Ніньовський Василь Іванович
Василь Іванович Ніньовський (9 лютого 1914, Жукотин, Коломийський повіт — 2002, Канада) — український вчений-лінгвіст, доктор славістичних наук, письменник, вчитель, журналіст, художник-митець.

## З біографії
Василь Ніньовський народився в гуцульській сім'ї хліборобів Івана й Анни. Навчався в школі імені Тараса Шевченка (1927–1930) в Коломиї. Тут вступив до «Пласту». Закінчив вчительську семінарію в Заліщиках. Вчився в Українському технічно-господарському інституті в Подебрадах (Чехія), рік відвідував художню школу Ярослава Лукавецького в Коломиї.
20 серпня 1940 заарештований радянською владою і засуджений до страти. Йому вдалося уникнути смерті, вибратися з-поміж трупів із могили в Дем'яновому Лазі. В 1944 р. його заарештовують німецькі наїзники й кидають до концтабору в Штрасгофі коло Відня, згодом до табору в Єгердорфі в Судетах. У 1945–1948 роках очолював Комітет українців у Гогенемсі (Австрія).
У 1948 переїздить до Альберти в Канаді, поселюється в Едмонтоні. Студіює природничоматематичні науки, педагогіку; у 1959 закінчує Альбертський університет. У 1965 отримує диплом магістра лінгвістичних наук; у 1970 в Оттавському університеті — вчений ступінь доктора славістики. Викладає у суботніх школах українознавства; опісля — в Альбертському, Саскачеванському і Манітобському університетах. Був організатором молоді, читалень «Просвіта», хорів, драматичних гуртків.
Уклав перший в історії національного мовознавства «Український зворотний словник» на 60 000 слів та «Українсько-англійський та англо-український словник».
У 1980 р. його перша персональна виставка графічних робіт в Українсько-Канадському архіві-музеї в Едмонтоні. У творчому доробку: портрети, пейзажі, етнографічні замальовки. Як карикатурист, друкувався в гумористичному журналі «Лис Микита».
В похилому віці Василь Іванович занедужав і був прикутий до ліжка. Завжди мріяв повернутися на Батьківщину, але не судилося. Помер в  Канаді у 2002 році.
У 2008 році на фасаді Жукотинської школи відкрито меморіальну дошку на честь видатного уродженця с. Жукотин.

## Творчість
- Ніньовський В. Відлуння ленінського пекла. — Івано-Франківськ: "Ярина", 2017. — 140 с.
- Ніньовський В. Поетичні форми Івана Франка. — Львів, 2000. — 314 c.
- Ніньовський В. Міжнародний воєнний трибунал про Україну. — Едмонтон, 1989. — 230 с.
- Ніньовський В. Український зворотний словник. — Мюнхен-Едмонтон, 1969. — 492 с.
- Ніньовський В. Поетичні образи та мітологічні сліди в колядках і щедрівках Гуцульщини. — Мюнхен, 1968. — 32 с.
- Ніньовський В. Антоничів таємний перстень і число три — Мюнхен, 1977. — 13 с.
- Українсько-англійський і англо-український словник / Уклад. В. Ніньовський. — Київ: МП "Пам'ятки України", 1993. — 690 с.